# Ferrovia della Valtellina
La ferrovia della Valtellina è una linea ferroviaria gestita da RFI, che da Lecco porta a Sondrio, in Valtellina.

## Storia
La linea venne costruita a tratte nell'arco di tempo tra il 1885, anno in cui le ferrovie della penisola vennero ripartite tra le grandi società Adriatica e Mediterranea e il 1894 quando, con l'apertura della tratta Colico-Bellano, il 1º agosto 1894 poté iniziare un servizio ferroviario completo.
Le linee della Valtellina sarebbero rimaste nel comune anonimato se non fosse stato implementato in esse un esperimento destinato ad avere risonanza mondiale; furono le prime in Italia e le prime nel mondo ad impiegare la corrente alternata trifase ad alta tensione per la trazione dei treni. Il 15 ottobre 1902 infatti ebbe inizio l'esercizio sulla Lecco-Colico-Chiavenna e sulla Colico-Sondrio con linee elettriche aeree dapprima a 3.000 V, 15 Hz, poi portate a 15,8 Hz e infine alle tensioni e frequenze unificate per tutte le linee a frequenza ferroviaria italiane di 3.600 V, 16,7 Hz, alimentate dalla centrale idroelettrica di Campovico.
Tra il 1952 e il 1953 le linee Lecco-Sondrio e la Colico-Chiavenna, insieme alla Monza-Lecco, vennero convertite alla trazione in corrente continua a 3.000 V.
Dopo il riscatto della Ferrovia Alta Valtellina, dalla concessionaria Società Anonima Ferrovia Alta Valtellina, nel 1970 le FS presero anche la linea Sondrio-Tirano.
Nel tratto Morbegno-Tirano fu danneggiata dall'alluvione del 1987. A causa di questo evento, l'esercizio ferroviario fu dapprima sospeso, quindi riattivato una volta finito l'evento.
La linea venne costruita, data l'orografia del territorio, con le caratteristiche tipiche del tracciato ferroviario di montagna: ardimento tecnico e attrattiva paesaggistica. Pur se alla sua nascita fu una realizzazione di tutto rispetto, oggi la Lecco-Colico-Chiavenna denuncia il peso dell'età, per il tracciato in sé stesso e per la velocità di esercizio. Su 40 chilometri fino a Colico ci sono ben 89 curve, 18 viadotti e 19 gallerie. Nonostante la tortuosità la linea, che costeggia la riva orientale del Lago di Como con le sue coste frastagliate, offre allo sguardo di chi viaggia viste di insenature nelle quali si intravedono ville patrizie, vegetazione lussureggiante e porticcioli lacustri.
Dalla stazione terminale di Tirano si può raggiungere l'adiacente stazione delle ferrovie retiche, da cui partono i collegamenti con St.Moritz, di notevole richiamo turistico.

## Caratteristiche
| Continuation backward |

|  | Unknown route-map component "ABZg+l" | Unknown route-map component "CONTfq" |

| Station on track |

| Unknown route-map component "tSTRa" |

| Unknown route-map component "tSTRe" |

| Station on track |

| Station on track |

| Stop on track |

| Unknown route-map component "tSTRa" |

| Unknown route-map component "tSTRe" |

| Station on track |

| Stop on track |

| Small bridge over water |

| Station on track |

| Unknown route-map component "tSTRa" |

| Unknown route-map component "tSTRe" |

| Unknown route-map component "uexdCONTgq" | Unknown route-map component "uexKBHFeq" | Unknown route-map component "edHST" | Unknown route-map component "+d" |

| Station on track |

| Unknown route-map component "hKRZWae" |

| Unknown route-map component "tSTRa" |

| Unknown route-map component "tSTRe" |

| Unknown route-map component "hKRZWae" |

| Station on track |

| Stop on track |

| Unknown route-map component "tSTRa" |

| Unknown route-map component "tSTRe" |

| Unknown route-map component "tSTRa" |

| Unknown route-map component "tSTRe" |

| Station on track |

| Station on track |

| 38+979 |
| 0+033  |

|  | Unknown route-map component "ABZgl" | Unknown route-map component "CONTfq" |

| Station on track |

| Unknown route-map component "eHST" |

| Station on track |

| Station on track |

| Stop on track |

| Unknown route-map component "hKRZWae" |

| Unknown route-map component "tSTRa" |

| Unknown route-map component "tSTRe" |

| Small bridge over water |

| Station on track |

| Station on track |

| Station on track |

| Small bridge over water |

| Station on track |

| Continuation forward |

La linea è totalmente a binario singolo ed è elettrificata a 3000 V.

## Traffico
La linea è percorsa da treni Regionali di Trenord che percorrono la tratta Lecco-Sondrio, a volte limitata a Colico, fermando in tutte le stazioni, e da treni Regio Express - fino al 2007 chiamati Diretti - di Trenord, la maggior parte dei quali percorrono interamente la tratta Tirano-Milano Centrale fermandosi solo nelle stazioni principali. Entrambi i servizi sono a cadenza oraria. 
I servizi regionali Sondrio-Tirano sono invece sporadici, con cinque corse di treni al giorno (4 da Sondrio a Tirano, una sola da Tirano a Sondrio).
A giugno 2014 i treni della linea Lecco-Sondrio subirono il taglio del prolungamento su Calolziocorte-Olginate, attivo da anni; contemporaneamente furono soppresse due corse.
Per tutta l'estate 2022, da domenica 26 giugno e fino al 9 settembre, fu interrotta la circolazione dei treni sulla tratta Tirano-Colico per dei lavori di manutenzione programmati da RFI.
Per tutta l'estate 2023, dall’11 giugno fino al 10 settembre fu chiusa la linea, per lavori di manutenzione straordinaria, nella tratta Tirano-Sondrio e di potenziamento infrastrutturale nella stazione di Tirano. Dal 6 al 27 agosto, per lavori di manutenzione straordinaria fu chiusa completamente tra Tirano e Colico.
Per tutta l'estate 2024, dal 10 giugno all'8 settembre, per lavori di potenziamento infrastrutturale e manutenzione straordinaria è chiusa la ferrovia nel tratto tra Colico e Tirano. È stato istituito un servizio sostitutivo con autobus: diretti tra Colico e Tirano (con fermata solo a Tresenda-Aprica-Teglio oppure con le stesse fermate dei treni RegioExpress, quindi Morbegno, Sondrio e Tresenda), altri che invece effettuano tutte le fermate tra Colico e Sondrio, e infine alcuni che percorrono la tratta tra Sondrio e Tirano effettuando tutte le fermate.

## Materiale rotabile
Inizialmente il materiale di trazione utilizzato, a corrente alternata trifase fu costituito da:
- Locomotiva FS E.430
- Locomotiva FS E.360
- Automotrici FS E.1 ed E.2

Più recentemente sono state utilizzate composizioni, tra Milano e Tirano, di E.464 con 7 carrozze MDVC e carrozza semipilota MDVC mentre i treni festivi effettuati erano costituiti da ALe 803 o E.464 e carrozze a piano ribassato. A volte anche ALe 582 o, raramente, composizioni di ALn 668. Dal 2015 sulla relazione Milano Centrale-Tirano sono usati convogli ETR 425.inoltre dal novembre 2020 sulla linea circolano i nuovi treni ETR 104 Donizetti di Trenord in sostituzione delle vecchie Ale 582. Da aprile 2024 circolano sui servizi RegioExpress Milano-Tirano anche gli ETR 204 Donizetti in doppia composizione, posizionati prima sugli orari di punta, e successivamente a causa della capienza leggermente ridotta rispetto alle doppie composizioni di ETR 425+ETR 526, sono stati spostati su servizi circolanti in orari di minore afflusso.